# Diaperoecia marcusi
Diaperoecia marcusi är en mossdjursart som beskrevs av Buge 1979. Diaperoecia marcusi ingår i släktet Diaperoecia och familjen Diaperoeciidae. Inga underarter finns listade i Catalogue of Life.